# Gelej
Gelej ist eine ungarische Gemeinde im Kreis Mezőcsát im Komitat Borsod-Abaúj-Zemplén.

## Geografische Lage
Gelej liegt in Nordungarn, gut 30 Kilometer südlich des Komitatssitzes Miskolc, 10 westlich der Kreisstadt Mezőcsát, an dem Kanal Csincse-övcsatorna. Die Nachbargemeinde Mezőnagymihály befindet sich südwestlich.

## Geschichte
Im Jahr 1913 gab es in der damaligen Großgemeinde 402 Häuser und 1328 Einwohner auf einer Fläche von 5581 Katastraljochen. Sie gehörte zu dieser Zeit zum Bezirk Mezőcsát im Komitat Borsod.

## Sehenswürdigkeiten
- Alter reformierter Friedhof
- Reformierte Kirche, erbaut 1739
- Weinkeller
- Weltkriegsdenkmal (I. világháborús emlékmű), erschaffen 1923

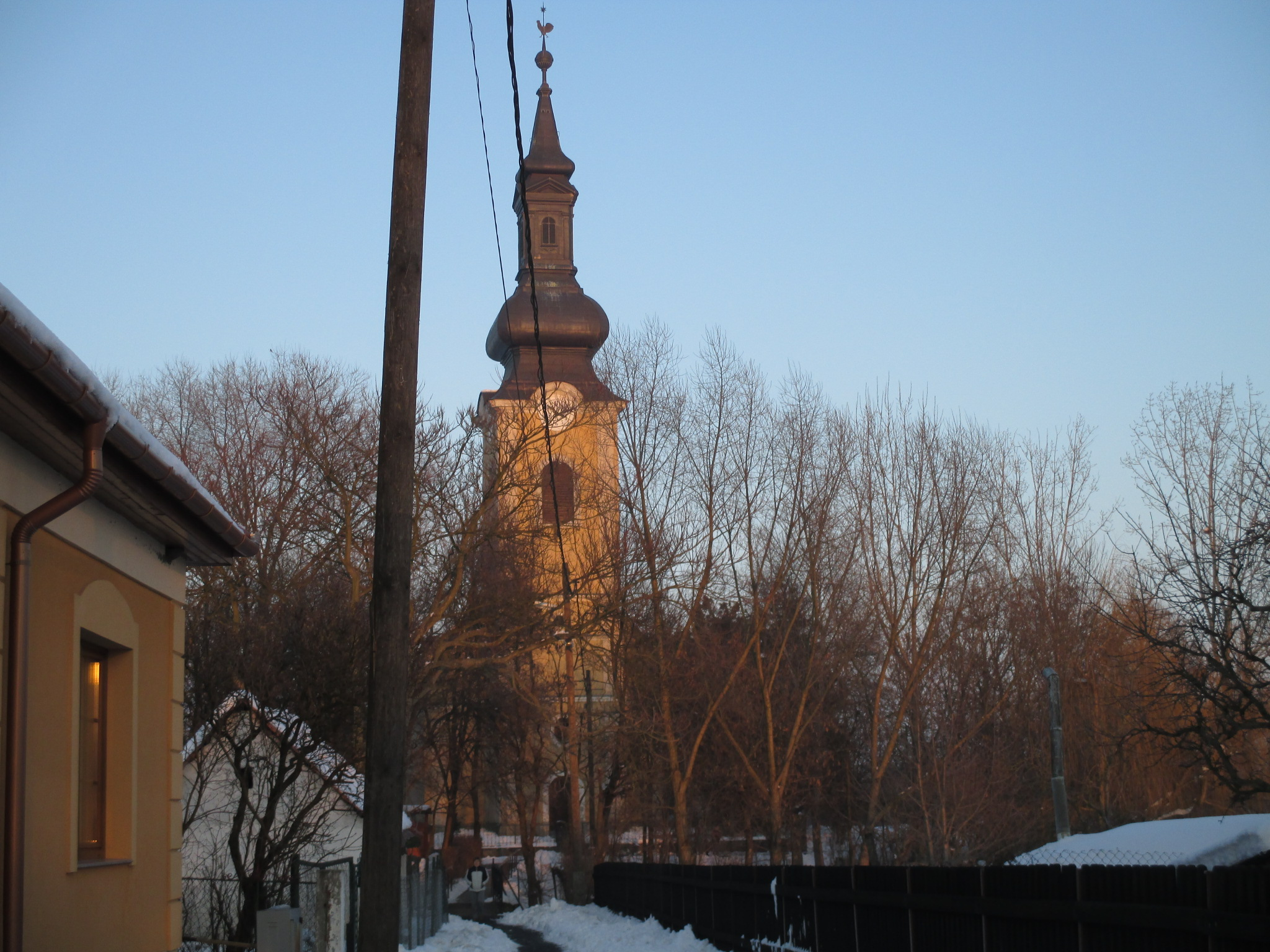
Reformierte Kirche
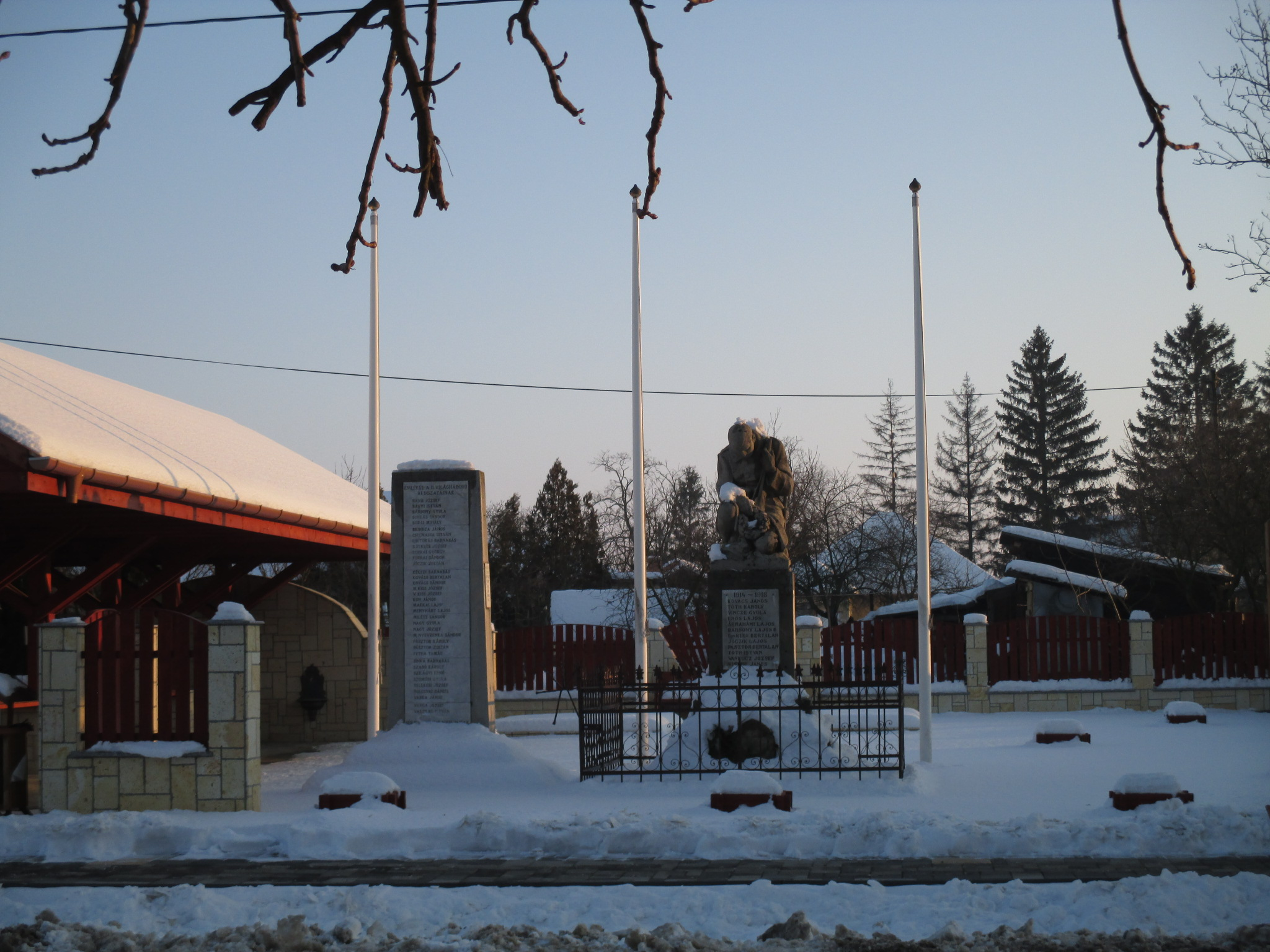
Weltkriegsdenkmal

## Verkehr
Durch Gelej verläuft die Landstraße Nr. 3305 von Mezőcsát nach Mezőkeresztes. Es bestehen Busverbindungen nach Mezőcsát sowie über Mezőnagymihály zum nächsten, westlich gelegenen Bahnhof in Mezőkeresztes-Mezőnyárád.